# おちゃめな夜だよいたずらレモン
おちゃめな夜だよいたずらレモン（おちゃめなよるだよいたずらレモン）は、ニッポン放送の制作により、月曜日から木曜日で放送されていた約10分間のラジオ番組。森永製菓の提供。

## 概要
放送期間は1987年10月から1990年3月まで。前番組「おニャン子のあぶない夜だよ」と同様、“女子高生の放課後のおしゃべり”風のスタイルを継承した形の番組である。
番組タイトルは「男子中高生の心をくすぐるような、レモンのように甘酸っぱい雰囲気の番組」という意味を込めて付けられた。
はがき採用者には、番組タイトルそのままの「いたずらレモン」という名のノベルティグッズが贈られていた（1989年以降のグッズは「新いたずらレモン」にリニューアル）。
ニッポン放送では「ヤングパラダイス」のエンディング直前の箱番組、MBSラジオでは「MBSヤングタウン」の前に放送されていた番組であった。

## パーソナリティ
- 1987年10月 - 1987年12月
渡辺満里奈、仁藤優子、真弓倫子
渡辺は「おニャン子のあぶない夜だよ」から続投。
- 1988年1月 - 1988年3月
仁藤優子、真弓倫子
- 1988年4月 - 1989年3月
仁藤優子、我妻佳代、小川範子
この3人体制の時は、当番組開始当初からのパーソナリティである仁藤がまとめ役と提供クレジット読み役、一番年上の我妻がボケ役的なポジションだった[3]。
- 1989年4月 - 1990年3月
小高恵美、高岡早紀、藤谷美紀

## 放送されていた局と放送時間
放送曜日は全局とも月曜日 - 木曜日。
- ニッポン放送　23:43 - 23:53（「ヤングパラダイス」内の箱番組）
- 東海ラジオ　22時台（1987年10月 - 1988年9月、「ここがSF一丁目」内の箱番組） → 23:10 - 23:20（1988年10月 - 1990年3月、単独番組）
- 毎日放送　21:40 - 21:50（1987年10月 - 1988年3月）、21:50 - 22:00（1988年4月 - 1989年3月） （いずれも単独番組）
- 九州朝日放送　21:25 - 21:35（1988年4月 - 1989年3月）、24:15 - 24:25（1989年7月 - 1990年3月） （いずれも「PAO〜N ぼくらラジオ異星人」内の箱番組）

## 主なコーナー
1987年（「満里奈・優子・倫子」時代）
- この時期は、月曜と木曜が渡辺満里奈メインの「満里奈の日」、火曜が仁藤優子メインの「優子の日」、水曜が真弓倫子メインの「倫子の日」と、3人が日変わりでメイン進行役を務めていた[2]。
- いたずらの夜（月曜日）
学校や家庭などでしたユーモラスないたずらのレポートを紹介[2]。
- チクリの夜（火曜日）
先生や友人など、身の回りの人にまつわるドジ話、おかしな話などを紹介[2]。
- 倫子の日（水曜日）
3人に関するニュースや他のアイドルの情報、また3人が楽屋や現場で見聞きした有名人の意外な一面など近況を報告。これと併せて、リスナーが知り得た有名人のおかしな話なども紹介したことがあった[2]。
- レモンの夜（木曜日）
男女の間で、何となく恋しているようないないような、と言った感じのエピソードのはがきを紹介[2]。

1988年度
- 楽屋などで目撃したアイドル丸秘レポート（月曜日）
- はがき紹介（火曜日、水曜日）
- 3人が自ら選曲してその曲をじっくり聴くコーナー（木曜日）
- 範子のフリートーク（3週間に1度ほど）[5]
- 本気でOnly You（水曜日）
番組をラジオ伝言板として、リスナーが創作した愛の告白シーンを放送。これをパーソナリティの3人（1988年度は仁藤、我妻、小川）が判定していた。
このコーナーはパーソナリティが小高、高岡、藤谷の3人に総入れ替えとなった1989年4月以降も同じ水曜日で継続。1989年中に「素顔でOnly You」とコーナー名を改題した[3][6][7]。

1989年度から
- いまどき通信（月曜日・前期）
当時における、女子中高生やおばさんのそれぞれの行動とその違いなどについてトーク[6]
- 裏レモン・危ない真相（月曜日・後期）
女子の間で流れている噂とその真相について紹介し、それについて女子がどんな展望を持っているかなどを話していた[7]。
- タカちゃんのルージュ（火曜日・後期）
タカちゃんとは土井たか子のこと。当時土井が「似合わない化粧をしている」として番組中で盛り上がったことから、似合わないのに無理をしているという人のエピソードを紹介していた[7]。
- ガールズ白書・禁断のときめき（木曜日・前期）
学校や自分たちの間で話題になっている物事や情報を、女性リスナーから募集していた[6]。
- テレホン・ダウト（木曜日・後期）
リスナーが電話で参加する企画。本当の体験談に嘘を混ぜて話してもらい、3人がその嘘に気付かなかったらOKというゲーム[7]。